# Andreas Dückstein
Andreas Dückstein, né le 2 août 1927 à Budapest et mort le 28 août 2024, est un joueur d'échecs autrichien.
Son père était l'entraineur de l'équipe hongroise de gymnastique. Andreas Dückstein commence à jouer aux échecs étant enfant et commence à être repéré à l'âge de 12 ans. Il suit des études à l'université des sports de Budapest puis s'établit à Vienne en 1949. Il obtient la nationalité autrichienne en 1954.
Trois fois  champion d'Autriche (en 1954, 1956 et 1977) et plus de neuf fois vainqueur du championnat de Vienne, il reçut le titre de maître international en 1956. Il reprend ses études en 1956, s'orientant vers le droit. Il obtient son doctorat en 1964 et intègre le ministère autrichien des finances.
Il a représenté l'Autriche lors de neuf olympiades entre 1956 et 1988, remportant deux médailles d'or au deuxième échiquier de l'équipe d'Autriche (en 1956 et 1974).
Dückstein a battu trois champions du monde d’échecs dans une partie classique: Max Euwe, Mikhaïl Botvinnik, et Boris Spassky.
Il est troisième du tournoi international IBM d'Amsterdam en 1964 et deuxième du tournoi zonal de Berg en Dal en 1960. En 1991, il finit troisième du premier championnat du monde d'échecs sénior remporté par Vassily Smyslov devant Efim Geller.
Il meurt à l'âge de 97 ans.